# Ján Geleta

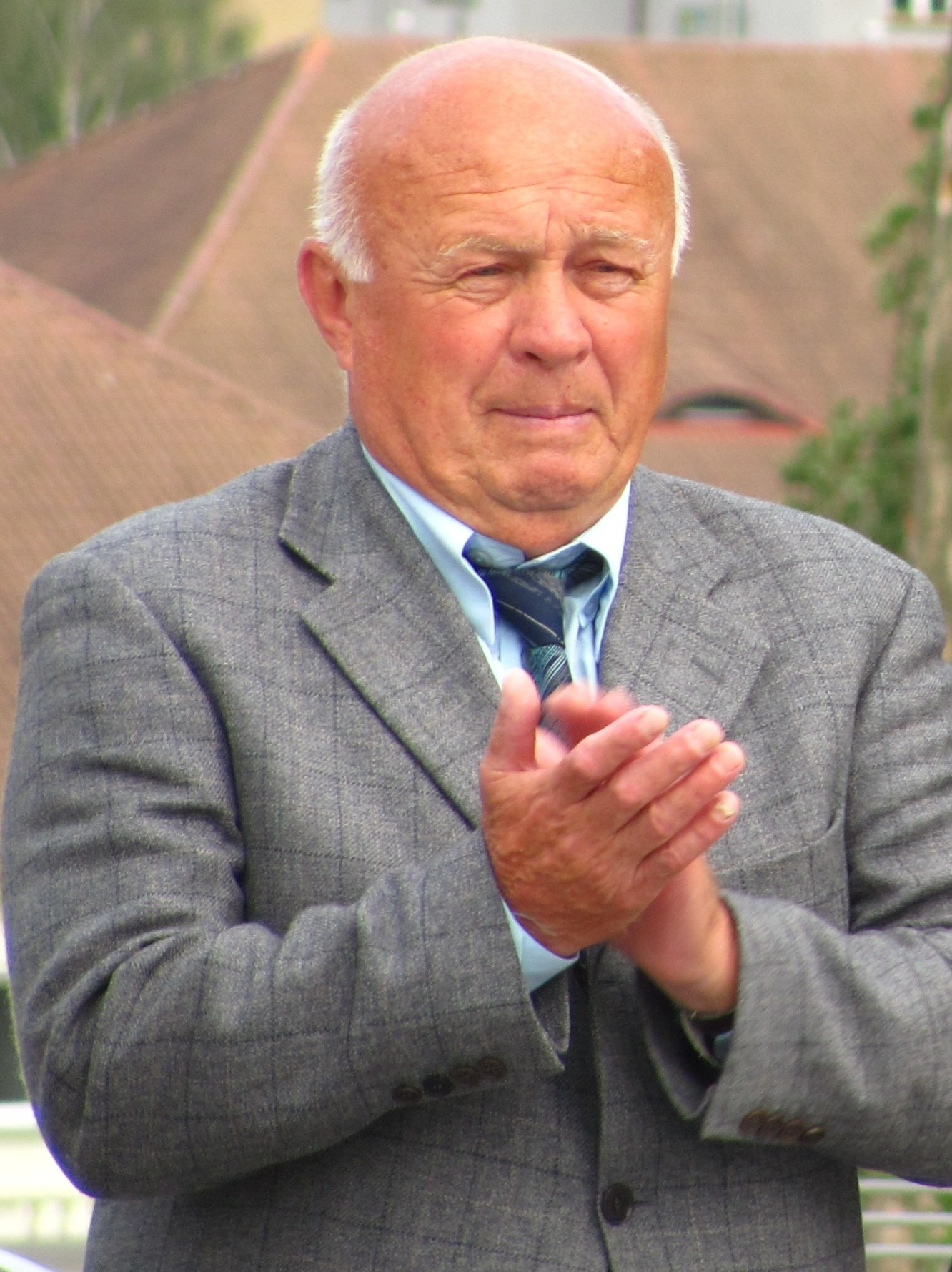
Ján Geleta 2012

Ján Geleta (* 13. September 1943 in  Šimonovany, Slowakischer Staat) ist ein ehemaliger tschechoslowakischer Fußballspieler. Er galt als ausdauernder, laufstarker Mittelfeldakteur.

## Karriere
Ján Geleta fing mit dem Fußballspielen in seiner Heimatstadt bei Iskra Partizánske an. 1962 wurde der Mittelfeldspieler von Dukla Prag verpflichtet, für das er bis 1976 spielte. Mit Dukla wurde Geleta dreimal tschechoslowakischer Meister und dreimal Pokalsieger. Er bestritt 283 Erstligaspiele, in denen er 27 Treffer erzielte. 1967 wurde er zum Tschechoslowakischen Fußballer des Jahres gewählt. 
Von 1977 bis 1979 spielte er für Motorlet Prag und beendete anschließend seine aktive Laufbahn. Später war er als Jugendtrainer bei seinem ehemaligen Klub Dukla Prag tätig. 
Zwischen 1964 und 1970 spielte Geleta 19-mal für die tschechoslowakische Nationalmannschaft und schoss dabei zwei Tore. Er nahm an den Olympischen Sommerspielen 1964 in Tokio teil und gewann mit der tschechoslowakischen Mannschaft die Silbermedaille.

### Erfolge
- Tschechoslowakischer Meister 1963, 1964 und 1966
- Tschechoslowakischer Pokalsieger 1965, 1966 und 1969
- Silbermedaillengewinner Olympische Sommerspiele 1964